# رهبنة ساليزيانية
الرهبنة الساليزيانية هي رهبنة في الكنيسة الرومانية الكاثوليكية أسّسها دون بوسكو في مدينة تورينو الإيطالية سنة 1859. تأسست هذه الرهبنة بهدف تربية الشباب المعوزين ومحاربة الإلحاد المتفشي في المجتمع. شاء دون بوسكو ان تأتي جمعيته صورة ناطقة لروح التسامح والتواضع والمحبة التي تحلى بها القديس فرنسيس دي سالس.
خلال الثورة الصناعية ظهرت عدد من العديد من المشاكل الاجتماعية، أدى ذلك إلى ظهور حركات دينية في الكنيسة الرومانية الكاثوليكية والبروتستانتية، والتي حاولت ايجاد حلول لهذه المشاكل. في عام 1859 انشأ دون بوسكو الرهبانية الساليزية، وهدفها خدمة الشبيبة المحرومة، وقد قام دون بوسكو ببناء العديد ببناء من المعاهد التي تقوم علي لم شمل الشباب وتعليمهم حرفه أو مهنه.
سنة 1874 تمّ الاعتراف رسميًا بالرهبنة من قبل الكنيسة. يواصل رهبان السالزيان عمل مؤسسهم التربوي بواسطة الطريقة التربوية نفسها التي ابتكرها دون بوسكو والتي تسمّى «الطريقة الوقائية». وهي ترتكز على أركان ثلاثة:العقل، والإيمان والمحبة. وتنتشر الرهبنة الساليزيانية في جميع أنحاء العالم. بعد الرهبنة ثالث الرهبانيات الكاثوليكية الكبرى، تواصل الجمعية العمل في جميع أنحاء العالم؛ في عام 2017، بلغ عدد أفرادها 14,795 عضواً في 1808 منازل. بها 134 كنيسة.
يقوم السالزيان بنشاطاتهم بواسطة:
- مراكز للشبان.
- مدارس مهنية أو زراعية.
- مدارس خاصة بالشباب الذين يريدون دخول الرهبنة.
- كنائس راعوية وإرساليات تبشيرية.

## مواقع خارجية
- Salesiani Don Bosco Home Page
- Salesian Missions